# Лубенський район (1923—2020)
Лу́бенський райо́н — колишній район України в північно-західній частині Полтавської області з адміністративним центром у місті Лубни, який існував протягом 1930—2020 років і був ліквідований під час Адміністративно-територіальної реформи в Україні. Загальна площа району становила 137,8 тис. км². У районі було 82 населених пункти. Населення району становило 40,8 тис. осіб.

## Географія
Лубенський район  розташовувався у північно-західній частині області, в межах Полтавської рівнини.  Територія Лубенщини межувала з Хорольським, Миргородським, Лохвицьким, Чорнухинським, Пирятинським, Гребінківським та Оржицьким районами Полтавщини.
Річки району: Сула, Удай, Сліпорід, Березоточна, В'язівець, Сулиця та інші.

## Адміністративний поділ
05.02.1965 Указом Президії Верховної Ради Української РСР передано Олександрівську сільраду Лубенського району до складу Оржицького району.

## Економіка
На території району діяли 4 промислових і 32 сільськогосподарських підприємства. Сільськогосподарські підприємства мали такі напрямки діяльності: вирощування зернових культур, цукрового буряку та розвиток тваринництва.
Основною формою власності підприємств була колективна, основана на приватній власності на землю та майно. З 32 сільськогосподарських підприємств — 23 товариства з обмеженою відповідальністю, 3 кооперативи, 2 приватних підприємства, 1 державне підприємство, 2 відкритих акціонерних товариства, 1 закрите акціонерне товариство. Крім того, в районі працювали 105 дрібних селянсько-фермерських господарств.

## Транспорт
Районом проходив автошляхами E40М03.

## Населення
Розподіл населення за віком та статтю (2001):
| Стать | Всього | До 15 років | 15-24 | 25-44 | 45-64 | 65-85 | Понад 85 |
| --- | ------ | ----------- | ----- | ----- | ----- | ----- | -------- |
| Чоловіки | 17 846 | 3070        | 2153  | 5165  | 4811  | 2532  | 115      |
| Жінки | 22 279 | 3055        | 2103  | 5070  | 5788  | 5551  | 712      |
| \| Статево-вікова піраміда \| Статево-вікова піраміда \| Статево-вікова піраміда \| \| ----------------------- \| ----------------------- \| ----------------------- \| \| Чоловіки \| Вік \| Жінки \| \| 115 \| 85 + \| 712 \| \| 188 \| 80-84 \| 789 \| \| 553 \| 75-79 \| 1543 \| \| 895 \| 70-74 \| 1856 \| \| 896 \| 65-69 \| 1363 \| \| 1514 \| 60-64 \| 2066 \| \| 871 \| 55-59 \| 1096 \| \| 1180 \| 50-54 \| 1318 \| \| 1246 \| 45-49 \| 1308 \| \| 1415 \| 40-44 \| 1307 \| \| 1369 \| 35-39 \| 1352 \| \| 1227 \| 30-34 \| 1166 \| \| 1154 \| 25-29 \| 1245 \| \| 1040 \| 20-24 \| 1025 \| \| 1113 \| 15-20 \| 1078 \| \| 1407 \| 10-14 \| 1307 \| \| 983 \| 5-9 \| 1034 \| \| 680 \| 0-4 \| 714 \| |        |             |       |       |       |       |          |
| Статево-вікова піраміда |        |             |       |       |       |       |          |
| Чоловіки | Вік    | Жінки       |       |       |       |       |          |
| 115 | 85 +   | 712         |       |       |       |       |          |
| 188 | 80-84  | 789         |       |       |       |       |          |
| 553 | 75-79  | 1543        |       |       |       |       |          |
| 895 | 70-74  | 1856        |       |       |       |       |          |
| 896 | 65-69  | 1363        |       |       |       |       |          |
| 1514 | 60-64  | 2066        |       |       |       |       |          |
| 871 | 55-59  | 1096        |       |       |       |       |          |
| 1180 | 50-54  | 1318        |       |       |       |       |          |
| 1246 | 45-49  | 1308        |       |       |       |       |          |
| 1415 | 40-44  | 1307        |       |       |       |       |          |
| 1369 | 35-39  | 1352        |       |       |       |       |          |
| 1227 | 30-34  | 1166        |       |       |       |       |          |
| 1154 | 25-29  | 1245        |       |       |       |       |          |
| 1040 | 20-24  | 1025        |       |       |       |       |          |
| 1113 | 15-20  | 1078        |       |       |       |       |          |
| 1407 | 10-14  | 1307        |       |       |       |       |          |
| 983 | 5-9    | 1034        |       |       |       |       |          |
| 680 | 0-4    | 714         |       |       |       |       |          |

Національний склад населення за даними перепису 2001 року:
| Національність | Кількість осіб | Відсоток |
| -------------- | -------------- | -------- |
| українці       | 38892          | 96,92%   |
| росіяни        | 873            | 2,18%    |
| білоруси       | 147            | 0,37%    |
| молдовани      | 59             | 0,15%    |
| поляки         | 26             | 0,06%    |
| інші           | 131            | 0,33%    |

Мовний склад населення за даними перепису 2001 року:
| Мова       | Кількість осіб | Відсоток |
| ---------- | -------------- | -------- |
| українська | 39105          | 97,45%   |
| російська  | 841            | 2,10%    |
| білоруська | 83             | 0,21%    |
| молдовська | 30             | 0,07%    |
| вірменська | 18             | 0,04%    |
| інші       | 51             | 0,13%    |

## Соціальна сфера
У районі функціонували 18 середніх, 16 неповних середніх та 9 початкових шкіл, в яких навчається 5081 учень.
Медичне обслуговування населення здійснювали: районна лікарня на 365 ліжок, 3 диспансери, 5 сільських дільничних лікарень, 9 лікарняних амбулаторій, 51 фельдшерсько-акушерський пункт, амбулаторно-поліклінічне відділення для дорослих, дитяче поліклінічне відділення, стоматологічна поліклініка. Також в районі функціонували: санітарно-епідеміологічна станція, станція переливання крові, станція швидкої допомоги, дитячий протитуберкульозний санаторій, шпиталь інвалідів Великої Вітчизняної війни.
Культурно-просвітницьку роботу проводили 26 будинків культури, 33 клуби, 38 бібліотек. В селі Вовчик діяв філіал Лубенської дитячої музичної школи, Вовчицький народний історико-краєзнавчий музей та літературно-меморіальний в селі Біївці.

## Політика
25 травня 2014 року відбулися Президентські вибори України. У межах Лубенського району було створено 58 виборчих дільниць. Явка на виборах складала — 65,33 % (проголосували 18 389 із 28 146 виборців). Найбільшу кількість голосів отримав Петро Порошенко — 56,63 % (10 413 виборців); Юлія Тимошенко — 17,14 % (3 152 виборців), Олег Ляшко — 11,09 % (2 039 виборців), Анатолій Гриценко — 4,02 % (740 виборців), Сергій Тігіпко — 2,43 % (447 виборців). Решта кандидатів набрали меншу кількість голосів. Кількість недійсних або зіпсованих бюлетенів — 1,03 %.

## Відомі уродженці
- Афанасьєв-Чужбинський Олександр Степанович (1816–1875) — український письменник, етнограф, фольклорист, історик, мовознавець, мандрівник.
- Червоненко Степан Васильович (1915–2003) — український радянський компартійний діяч, дипломат.
- Тур Василь Захарович (1919–1986) — український радянський діяч, голова колгоспу, Герой Соціалістичної Праці, депутат Верховної Ради УРСР 9—11-го скликань.
- Симоненко Василь Андрійович (1935–1963) — український поет і журналіст, шістдесятник.
- Гетьман Вадим Петрович (1935–1998) — український політик та фінансист, 2-й Голова Національного банку України.

## Пам'ятки
- Пам'ятки монументального мистецтва Лубенського району
- Пам'ятки історії Лубенського району